# Schizothorax skarduensis
 Schizothorax skarduensis és una espècie de peix cipriniforme de la família dels ciprínids que es troba al Pakistan.